# Toby Bailey
John Garfield Bailey jr., detto Toby (Los Angeles, 19 novembre 1975), è un ex cestista statunitense, professionista nella NBA, in Europa e in Cina.

## Carriera

Bailey a Imola nel 2001-02

Cresce a livello universitario presso UCLA, ateneo con cui al primo anno diviene campione NCAA grazie anche ai suoi 26 punti e 9 rimbalzi nella finale contro Arkansas. Al quarto ed ultimo anno ha viaggiato invece ad una media di 17,9 punti a gara.
Dichiaratosi eleggibile per il draft NBA del 1998, viene selezionato alla 45ª scelta dai Los Angeles Lakers che poi lo girano ai Phoenix Suns, franchigia in cui rimane fino al 2000 scendendo in campo in 73 occasioni di cui 12 partendo dal quintetto base. Terminata quest'esperienza fa ritorno in California legandosi ai Los Angeles Stars, giocando nella lega ABA 2000 e viaggiando ad una media di 15,8 punti e 3,5 assist con il 42% nelle triple.
Bailey approda quindi in Italia in vista del campionato di Serie A 2001-02 con l'ingaggio da parte dell'Andrea Costa Imola: qui il rendimento si abbassa, tanto da far ipotizzare un taglio a stagione in corso. A fine stagione Imola retrocede piazzandosi all'ultimo posto in classifica, mentre Bailey chiude con un apporto pari a 12,5 punti con il 48,1% da due e il 35,7% da tre.
La sua carriera prosegue nel campionato greco, competizione in cui gioca per tre anni rispettivamente con le canotte di Paninios, Aris Salonicco (squadrà che in quell'anno conquistò la Coppa di Grecia) e AEK Atene, con cui è schierato anche in Eurolega. Approda quindi in Belgio, dove vince il campionato con l'Ostenda vincendo il campionato, per poi fare apparizioni nei Beijing Olympians (franchigia di origine cinese militante nella lega americana ABA 2000) e nei Santa Barbara Breakers (lega internazionale IBL).
Nel 2007 vola in Germania firmando un contratto con i Colonia 99ers, ma termina l'annata in Spagna al Manresa. Dal marzo 2009 è nuovamente di scena nel campionato tedesco, esperienze intervallate dalle partecipazioni in IBL con i Los Angeles Lightning nel periodo estivo.

## Palmarès
- Campione NCAA (1995)
- Coppa di Grecia: 1

Aris Salonicco: 2003-04
- Campionato belga: 1

Ostenda: 2005-06